# Karl Stahr
Karl Stahr (* 5. Mai 1945 in Neumarkt, Schlesien) ist ein deutscher Bodenkundler.

## Leben
Nach dem Abitur in Bad Cannstatt studierte Stahr Geologie an der Universität Stuttgart mit dem Abschluss als Diplomgeologe 1969. Nach einer dreijährigen Doktorandenzeit im Institut für Bodenkunde der Universität Hohenheim promovierte er an der Universität Stuttgart zum Dr. rer. nat. 1972. Danach wechselte er als wissenschaftlicher Assistent an das Institut für Bodenkunde und Waldernährung an die Universität Freiburg im Breisgau. Die Habilitation mit Venia legendi in Bodenkunde erfolgte 1979 in Freiburg, wo er zum Privatdozenten ernannt wurde. Im Jahr 1980 nahm Stahr den Ruf als Professor für Regionale Bodenkunde am Institut für Ökologie der TU Berlin an, 1988 folgte er dem Ruf als Professor für Allgemeine Bodenkunde mit Gesteinskunde an die Universität Hohenheim. Diese Funktion übte er bis zur Pensionierung 2013 aus. Lehraufträge führten ihn an die Universitäten FU Berlin, Freiburg, Tübingen und Stuttgart.
Wissenschaftlich beschäftigt sich Stahr mit der Bodenentwicklung, einschließlich der von Paläoböden, in Südwestdeutschland; bodenkundlicher Standortskunde und Bodensystematik in Mitteleuropa; Bodenmineralogie, insbesondere seltene Bodenminerale; Entwicklung des Kohlenstoff- und Stickstoffhaushalts in Agrarökosystemen; Emission klimarelevanter Gase aus Böden; und Bodenentwicklung, Bodenverbreitung und Bodenkundliche Standortskunde in tropisch- und subtropischen Gebieten.

## Verwaltungsfunktionen
- 1987 Dekan Fachbereich 14 der TU Berlin
- 1989 GD und Stellvertreter des Institut für Bodenkunde und Standortslehre
- 2000–2002 Dekan Fakultät Pflanzenproduktion und Landschaftsökologie
- 2002–2006 Prodekan Fakultät Agrarwissenschaften
- zeitweise Mitglied des Großen Senats und des Senats(Univ. Freiburg, TU Berlin, Univ. Hohenheim)
- zeitweise Geschäftsführender Direktor (Inst.für Ökologie, TU Berlin; Inst. für Bodenkunde und        Standortslehre, Univ. Hohenheim).
- Leiter verschiedener Berufungskommissionen
- Mitglied im Ausschuss von Versuchsstationen

## Mitgliedschaften
- Deutsche Bodenkundliche Gesellschaft (Kommissions-Vorsitzender, Vizepräsident, Präsident; Mitglied der Arbeitsgruppe Bodensystematik): seit 2017 Ehrenmitglied
- International Union of Soil Sciences (Chair Division I, Kommissions-Vorsitzender und Stellvertreter): seit 2016 Ehrenmitglied
- Deutsche Ton- und Tonmineralgesellschaft
- Deutsche und internationale Quartärvereinigung
- Oberrheinischer Geologischer Verein
- Verein für forstliche Standortskunde
- Naturforschende Gesellschaft zu Freiburg im Breisgau
- Gesellschaft für Naturkunde in Württemberg

## Ehrungen
Professor ehrenhalber im Jahre 2010 in Moskau und Doktor ehrenhalber im Jahre 2011 in Chiang Mai, Thailand.